# Harm van der Veen
H.J. (Harm) van der Veen (Nieuwolda, 1935 - Veendam, 2021) was een Nederlands publicist en historicus.

## Leven en werk
Van der Veen bezocht de kweekschool in Groningen en behaalde vervolgens de MO-akte geschiedenis. In 1958 werd hij leraar aan de ULO in Veendam en vanaf 1965 was hij docent geschiedenis aan het Winkler Prins Lyceum. In 1973 werd hij geschiedenisdocent aan de Nieuwe Lerarenopleiding Ubbo Emmius, tegenwoordig onderdeel van de NHL Hogeschool. Toen hij zestig werd, maakte hij gebruik van de VUT-regeling. Naast docent was Van der Veen voor de PvdA lid van de Provinciale Staten van Groningen en van 1975 tot 1998 voorzitter van het Veenkoloniaal Museum.
Van der Veen schreef over de geschiedenis van de Groninger Veenkoloniën en publiceerde diverse boeken en artikelen in onder meer de Veenkoloniale volksalmanak en het tijdschrift Toal en Taiken, waarvan hij ook redacteur werd. Hij ontving de K. ter Laan Prijs (1989) en de Culturele Prijs van de gemeente Scheemda (1999); hij weigerde een koninklijke onderscheiding in 2000.

## Publicaties (selectie)
- 1990 Op schoenen en klompen: honderd jaar werken in Noordoost Nederland, Assen: Koninklijke Van Gorcum.
- 1992 Boeren op toegemaakte grond: geschiedenis van de veenkoloniale landbouw, Groningen: Van Dijk en Foorthuis REGIO PRojekt.
- 1999 Vrede van Münster: 350 jaar, 1648-1998, met Heiner Schüpp, Nieuweschans: Eems Dollard Regio.
- 2002 Groningers: 2 miljoen Groningers in 120 eeuwen, Scheemda: Stichting 't Grunneger Bouk.
- 2003 Westerbork 1939-1945: Het verhaal van vluchtelingenkamp en Durchgangslager Westerbork, m.m.v. Guido Abuys, Dirk Mulder, Ben Prinsen, Hooghalen: Herinneringscentrum Kamp Westerbork, 128 p., ill.
- 2003 Opgepakt: verhalen van kinderen in kamp Westerbork, m.m.v. Guido Abuys en Dirk Mulder, Hooghalen: Herinneringscentrum Kamp Westerbork.
- 2006 Kolonisten, kanalen en kroegen, Veendam: Veenkoloniaal Museum.
- 2009 Hier was t: 25 steetjes in pervincie Grunnen woar geschiedenis schreven is, Veendam: Staalboek.
- 2011 Veenkoloniën: strepen aan het water, Bedum: Profiel / Stichting 400 jaar Veenkoloniën.

- Bibliothèque nationale de France: cb150671780 (data)
- Gemeinsame Normdatei: 172431972
- International Standard Name Identifier: 0000 0000 3551 4942
- Library of Congress Control Number: n94107986
- Nederlandse Thesaurus van Auteursnamen: 069216711
- Virtual International Authority File: 33695230
- WorldCat: E39PBJqBqqVDgDC4vMqGCGVV4q